# مشط
المشط هو الأداة المعروفة للتجميل حيث تستعمل لتسريح شعر الرأس. مَشَطَ شَعرَه يَمْشُطُه ويَمْشِطه مَشْطا. ظهر المشط مع الإنسان في العصر الحجري وكان مصنوع من عظام الحيوانات، وفي موقع أثري في سورية يرجع تاريخه لعام 8000 قبل الميلاد وجد مشط مستطيل الشكل مزخرف المقبض بدوائر متعددة الأحجام ومفرغ عند إحدى زواياه ليبدو شبيها بطائر وهو منفذ من العظم وكان يستعمل لتسليك الألياف وتنظيف الجلود.

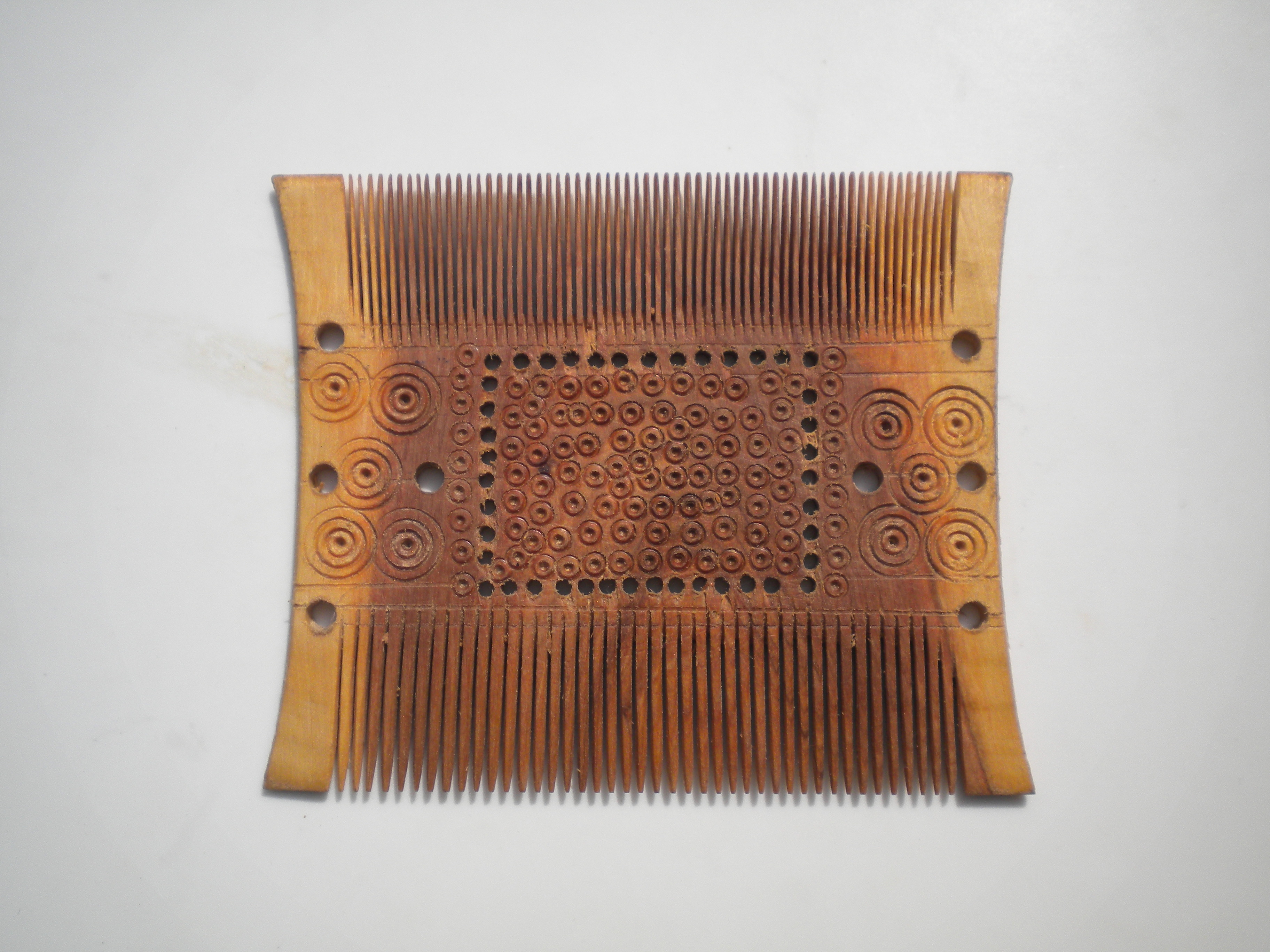
مشط قديم من الخشب

وفي العام 3500ق.م اقتصر استعمال المشط على عليّة القوم[وفقًا لِمَن؟] بسبب التكاليف الباهظة[بحاجة لدقة أكثر] التي كانت تتطلبها عملية صنعه خصوصاً بعد أن تطورت صناعته وأصبح يصنع من مواد وخامات ثمينة كالخشب والذهب والعاج.
ونتيجة انتشار المشط والتفنن بصنعه وزخرفته وازدياد الطلب عليه ارتبطت صناعته بأسماء مدن اشتهرت به مثل «فتدز» الفرنسية التي شهدت ولادة أول نقابة تعاونية للعاملين في تصنيعه عام 1389م، وكذلك مدينة القسطنطينية التي حفر اسمها على الأمشاط المصنوعة فيها كعلامة مميزة لجودتها وأصالتها.
كما أن دور المشط لم يقتصر على تسريح شعر الرأس أو تجعيده بل طاول الشوارب واللحى والرموش. ومع تطور التكنولوجيا أصبح يدخل في صناعة الأمشاط مواد مثل السلولويد واللدائن والألمنيوم وغيرها.

## معرض الصور

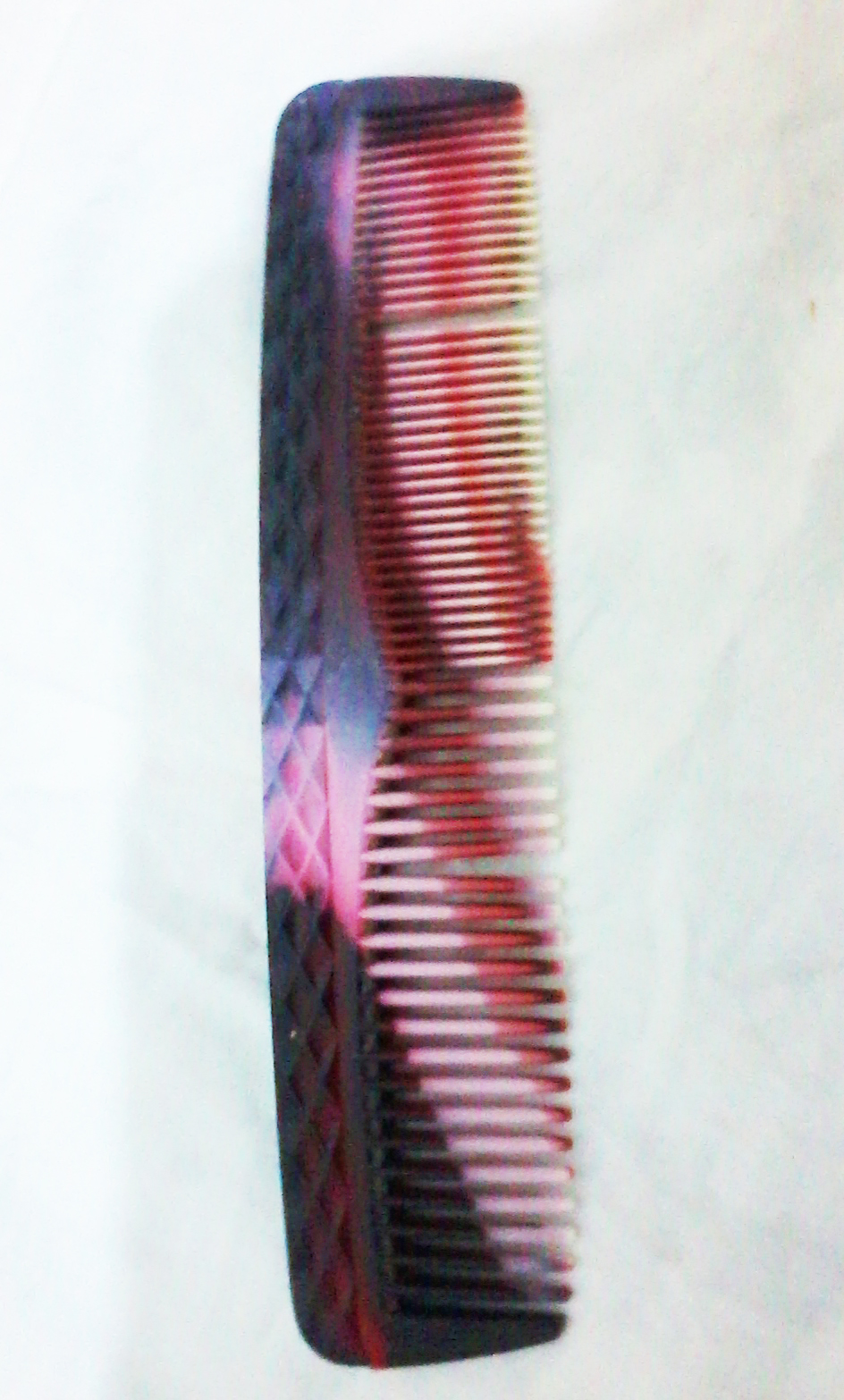
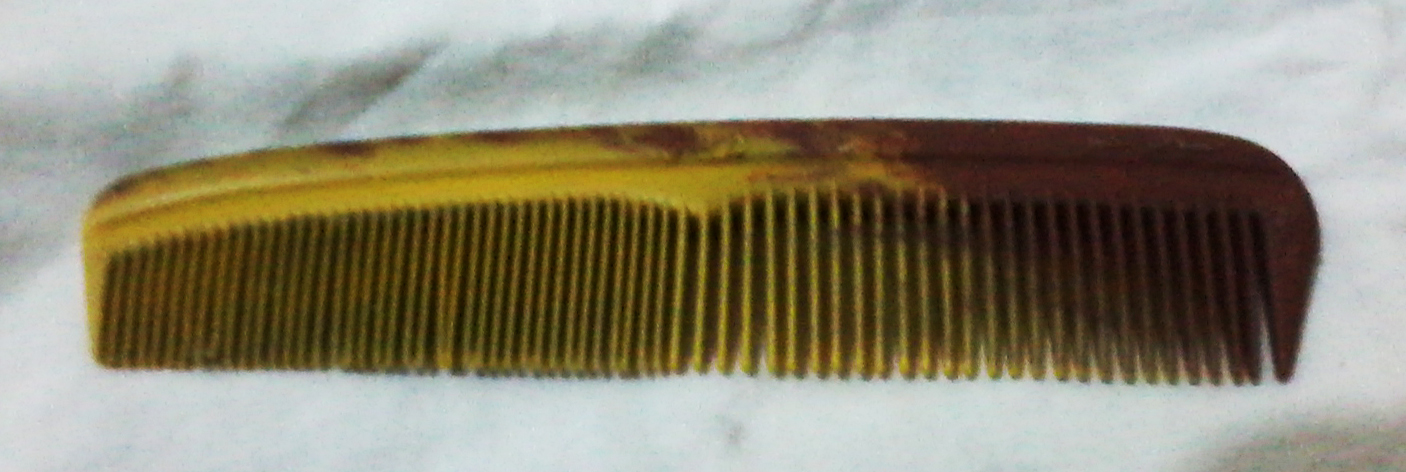
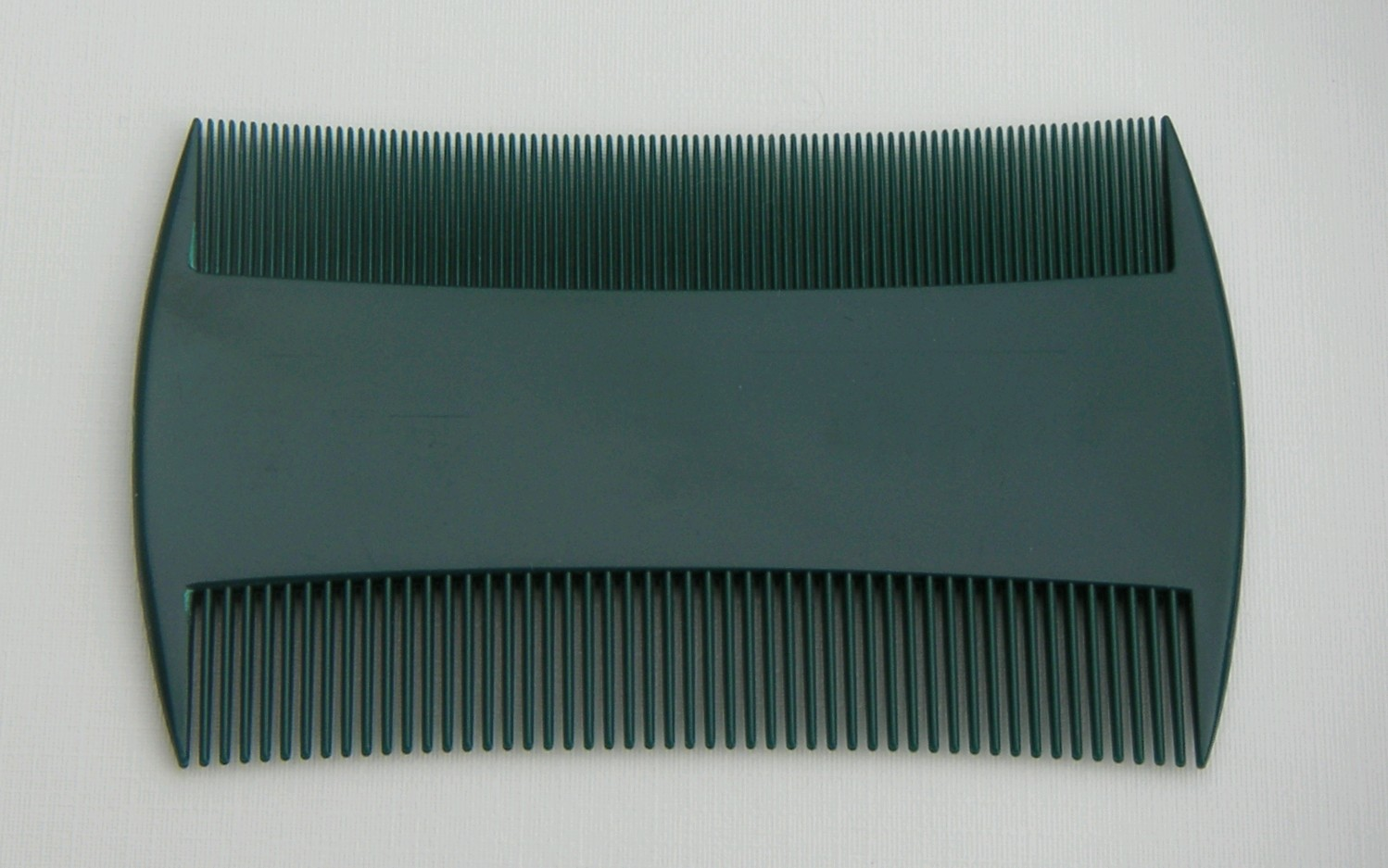
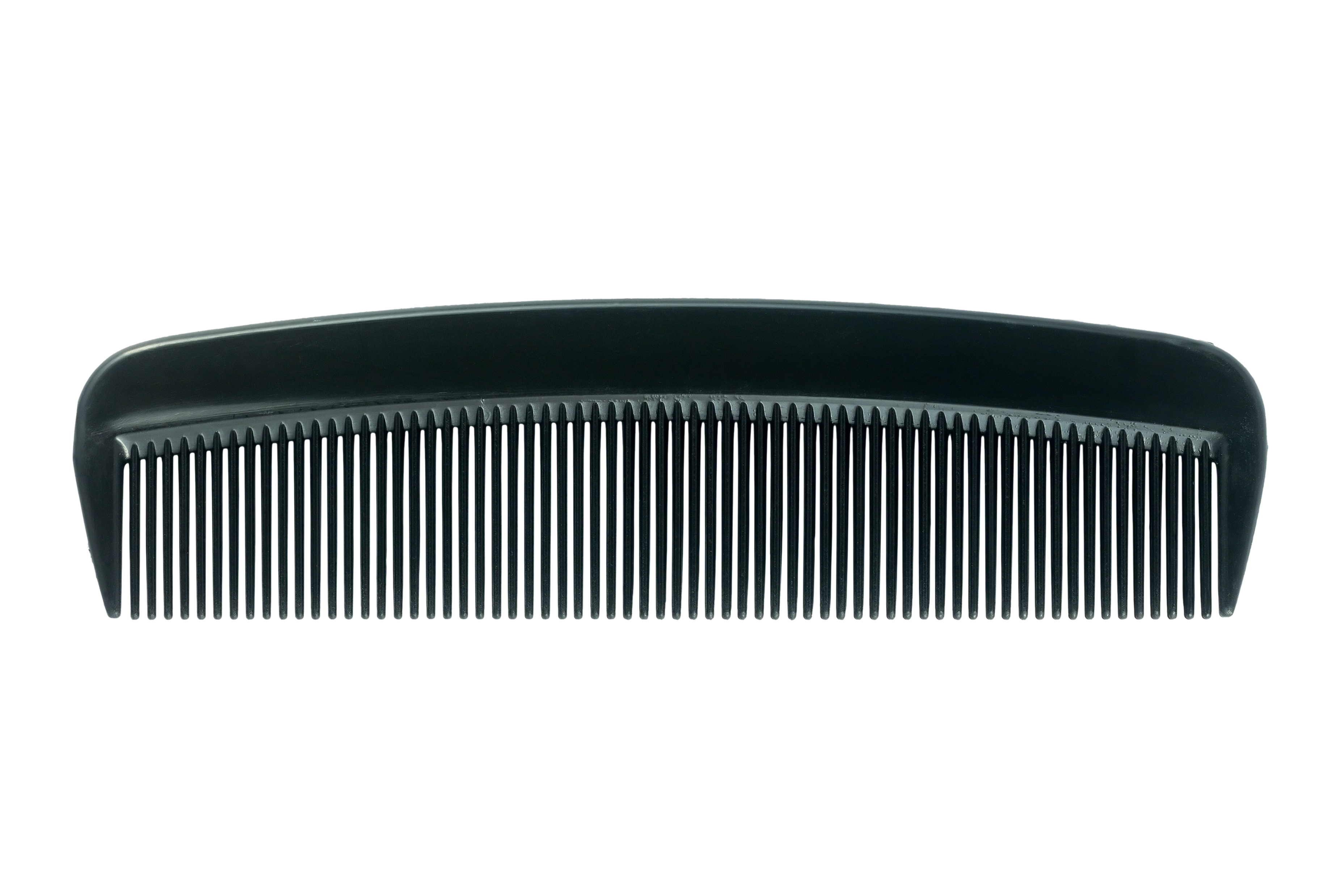

## الوصف
تتكون الأمشاط من عمود وأسنان موضوعة بزاوية عمودية على العمود. يمكن صنع الأمشاط من عدة مواد، وغالبًا ما تكون من البلاستيك أو المعدن أو الخشب. كانت الأمشاط المصنوعة من العاج وصدف السلحفاة شائعة ومنتشرة في يوم من الأيام، لكن المخاوف بشأن الحيوانات التي تنتجها قللت من استخدامها. عندما تكون الأمشاط مصنوعة من الخشب، فإنها تُصنع إلى حد كبير من خشب البقس أو خشب الكرز أو غيره من الأخشاب ذات الحبيبات الدقيقة. عادة ما تكون الأمشاط الخشبية عالية الجودة مصنوعة يدويًا ومصقولة.
تكون الأمشاط بأشكال وأحجام مختلفة حسب الغرض الذي تستخدم من أجله. قد يحتوي مشط تصفيف الشعر على مقبض رفيع مدبب لتفريق الشعر وبأسنان متقاربة. عادةً ما يكون لأمشاط الشعر الشائعة أسنان أعرض في المنتصف وأسنان أدق لبقية المشط. جرى استخدام الأمشاط الساخنة فقط لتنعيم الشعر خلال الحقبة الاستعمارية في أمريكا الشمالية.
تأتي فرشاة الشعر في كلا الطرازين اليدوي والكهربائي. أكبر من المشط، وتستخدم أيضًا بشكل شائع لتشكيل الشعر وتصفيفه وتنظيفه، سُجلت براءة اختراع للمشط وفرشاة الشعر في القرن التاسع عشر.

## الاستخدام والأنماط
يمكن استخدام الأمشاط لأغراض عديدة. تاريخيًا، كان الهدف الرئيسي منها هو تثبيت الشعر الطويل في مكانه، وتزيين الشعر، وتنعيم أجزاء من الشعر من أجل المجدل، أو الحفاظ على الكيباه أو القلنسوة في مكانها. في إسبانيا، peineta هو مشط زخرفي كبير يستخدم للحفاظ على المانتيلا في مكانها.
في الصناعة والحرف، تُستخدم الأمشاط في فصل ألياف القطن عن البذور وغيرها من المخلفات (محلج القطن، وهو نسخة ميكانيكية من المشط، هو أحد الآلات التي بشرت بالثورة الصناعية). يتم استخدام المشط لتوزيع الألوان في رخامي الورق لعمل أنماط الألوان الملتفة في ورق رخامي مشط.
الأمشاط كذلك أداة يستخدمها محققو الشرطة لجمع عينات من الشعر وقشرة الرأس التي يمكن استخدامها في التحقق من هوية الأشخاص المتوفيين أو الأحياء، بالإضافة إلى حالتهم الصحية، وملامحهم السمية، وما إلى ذلك.

## مشط الأفرو
هذا النوع من الأمشاط له أسنان فضفاضة وسميكة، وعادة ما يستخدم على الشعر المجعد أو ذي النسيج الأفرو. إنه أطول وأرفع من المشط المعتاد، وأحيانًا يُثبت في الشعر.
يمكن استخدام الأمشاط المتخصصة مثل «أمشاط البراغيث» أو «أمشاط الصئبان» لإزالة الطفيليات العيانية وإلحاق الضرر بها عن طريق التمشيط. أحيانًا ما يُطلق على المشط الذي يحتوي على أسنان دقيقة بما يكفي لإزالة القمل اسم «المشط ذو الأسنان الدقيقة»، كما هو الحال في الاستخدام المجازي «مر على [شيء] بمشط ذي أسنان رفيعة»، ما يعني البحث عن كثب وبالتفصيل. أحياناً بهذا المعنى، تُغير تسمية «المشط ذي الأسنان الدقيقة» ليصبح «مشط الأسنان الناعم» ثم يتم تقصيره إلى «مشط الأسنان»، أو يتم تغييره إلى أشكال مثل «مشط مُنسق الأسنان».

## الصحة
تعد مشاركة الأمشاط سببًا شائعًا للعدوى الطفيلية مثل مشاركة القبعة، حيث يمكن لمستخدم واحد ترك مشط به بيض أو طفيليات حية، ما يسهل انتقال القمل والبراغيث والعث والفطريات وغيرها من الأشياء غير المرغوب فيها. من المرجح أيضًا أن يمرر الأشقاء الصئبان لبعضهم البعض إذا كانوا يتشاركون في المشط، لذلك يُنصح بشراء مشطً خاص بكل طفل.
المشط هو الأداة المعروفة للتجميل حيث تستعمل لتسريح شعر الرأس. مَشَطَ شَعرَه يَمْشُطُه ويَمْشِطه مَشْطا. ظهر المشط مع الإنسان في العصر الحجري وكان مصنوع من عظام الحيوانات، وفي موقع أثري في سورية يرجع تاريخه لعام 8000 قبل الميلاد وجد مشط مستطيل الشكل مزخرف المقبض بدوائر متعددة الأحجام ومفرغ عند إحدى زواياه ليبدو شبيها بطائر وهو منفذ من العظم وكان يستعمل لتسليك الألياف وتنظيف الجلود.
وفي العام 3500ق.م اقتصر استعمال المشط على عليّة القوم[وفقًا لِمَن؟] بسبب التكاليف الباهظة[بحاجة لدقة أكثر] التي كانت تتطلبها عملية صنعه خصوصاً بعد أن تطورت صناعته وأصبح يصنع من مواد وخامات ثمينة كالخشب والذهب والعاج.